# Miacomit
Miacomit, selo (i možda pleme) Wampanoag Indijanaca s otoka Nantucket pred obalom današnjeg Massachusettsa. Njegova točna lokacija nije poznata.